# Dendronephthya delicatissima
Dendronephthya delicatissima är en korallart som beskrevs av Henderson 1909. Dendronephthya delicatissima ingår i släktet Dendronephthya och familjen Nephtheidae. Inga underarter finns listade i Catalogue of Life.